# 愛知県立鶴城丘高等学校
愛知県立鶴城丘高等学校（あいちけんりつ かくじょうがおかこうとうがっこう）は、愛知県西尾市亀沢町に所在する公立の高等学校。

## 概要
かつては学校名が「西尾実業高等学校」だったが、2004年（平成16年）4月1日に現在の学校名へと変更。同時に、県内で初めて職業高等学校から総合学科高校に転換した。名称の由来は、西尾城の別名「鶴城」と思われがちだが、実際には農場の敷地が鶴城町鶴城ケ丘にあり、西尾実業の校歌に出てくる『鶴城ヶ丘』から。また愛知県立の高校では初めて民間企業経験者の校長が登用された学校でもある。

## 設置学科
総合学科
- 人文科学系列
- 自然科学系列
- 国際ビジネス系列
- 情報システム系列
- メカトロニクス系列
- アグリサイエンス系列
- 環境デザイン系列

## 沿革
- 1909年（明治42年）3月24日 - 幡豆郡横須賀村に幡豆郡立農蚕学校として創立される。
- 1919年（大正8年）4月1日 - 幡豆郡西尾町に愛知県立蚕糸学校が設立される。
- 1920年（大正9年）3月31日 - 愛知県立蚕糸学校が幡豆郡立農蚕学校を併合する。
- 1942年（昭和17年）2月1日 - 愛知県立西尾実業学校に校名変更。
- 1948年（昭和23年）4月1日 - 学制改革により、愛知県立西尾実業高等学校（農業科・農業土木科・繊維科）となる。
- 1949年（昭和24年）4月1日 - 高校再編で愛知県立西尾高等学校に合併。
- 1950年（昭和25年）3月30日 - 西尾高校から独立し、西尾実業高校を再分立。
- 1964年（昭和39年）4月1日 - 吉良分校が愛知県立吉良高等学校として独立。
- 2004年（平成16年）4月1日 - 愛知県立鶴城丘高等学校と改名し、総合学科の高校となる。
- 2017年（平成29年）6月28日 - 鶴城丘高校の正門を含む13校の門柱（愛知県立旧制学校の門柱）が登録有形文化財に登録された[2]。

## 交通手段
- 名鉄西尾線 西尾駅より徒歩で約20分。
- 名鉄バス「西尾文化会館北」停留所より徒歩で約10分。
- 六万石くるりんバス「図書館・岩瀬文庫西」より徒歩で約２分

## 周辺
- 鶴城公園
  - 西尾市立図書館
  - 西尾市岩瀬文庫
- 愛知県道319号西尾環状線
- 西尾市立鶴城中学校

## 出身者
- 本田忠彦 - 元西尾市長[3]
- 稲垣実男 - 元衆議院議員